# (5074) Goetzoertel
(5074) Goetzoertel (1949 QQ1) – planetoida z pasa głównego asteroid okrążająca Słońce w ciągu 5,18 lat w średniej odległości 2,99 j.a. Odkryta 24 sierpnia 1949 roku.